# Margariscus nachtriebi
Margariscus nachtriebi är en fiskart som först beskrevs av Cox, 1896.  Margariscus nachtriebi ingår i släktet Margariscus och familjen karpfiskar. Inga underarter finns listade i Catalogue of Life.